# Vopiscus Fortunatus Plempius
Vopiscus Fortunatus Plempius, né à Amsterdam en 1601 et mort à Louvain en 1671, est un médecin hollandais, contradicteur de Descartes et traducteur scientifique des textes d'Avicenne.

## Biographie
Né d'une césarienne, d'où son surnom de Fortunatus, Plempius est le fils, posthume, d'une mère morte en couches et d'un père, patricien hollandais, aux sympathies catholiques.
Plempius, après avoir fait ses études chez les jésuites de Gand, au collège du Faucon de Louvain, à l'université de Leyde et à Bologne, où il obtint le grade de docteur en 1623, devint professeur à Amsterdam en 1633. Anatomiste, il eut comme collègue Nikolaas Tulp, le médecin portraituré par Rembrandt van Rijn dans sa leçon d'anatomie.
Le mathématicien voyageur Jacob Golius ayant ramené d'Orient de nombreux manuscrits arabes, Plempius, qui comptait parmi ses anciens amis de l'université de Leyde, reçut de lui en dépôt les manuscrits d'Avicenne. Durant 30 ans, il accomplit une traduction de l'arabe des deux premiers livres du Canon d'Avicenne et d'une partie du quatrième, traitant des fièvres. L'ouvrage fut publié en 1657 et demeura longtemps un manuel de référence.
Descartes ayant affirmé que la circulation du sang trouvait ses origines dans le bouillonnement du cœur, Plempius, à la suite d'Harvey et de Walter Warner, maintint que celle-ci avait son origine dans les mouvements involontaires du cœur.
On lui doit également un traité décrivant en hollandais tous les muscles du corps humain et un autre traité d'optique, où appliquant les principes de l'astronome Kepler, il rectifia les erreurs de Galien. Il fut à cette occasion, le premier à donner les six muscles de l'œil, à décrire la forme du cristallin et à identifier la cause musculaire du strabisme.
Plempius rencontra Descartes à Amsterdam de nombreuses fois (chez un marchand de draps de la Kalverstraat)
En 1633, Plempius fut appelé par l'archiduchesse Isabelle à venir enseigner à Louvain dans les Pays-Bas méridionaux, afin de succéder au professeur Jan Van den Broeck.
En 1638, il publia ses cours sous le nom de Fundamenta seu Institutiones Medicinae calqué sur l'ordre établi par Avicenne.
Plempius n'admit la circulation du sang qu'en 1647. C'est à George Ent et à Descartes qu'on doit sa conversation. Il dépassa néanmoins son maître en proposant, d'après Annie Bitbol, une interprétation rationnelle du phénomène en affirmant en 1654 : 

« Le mouvement du cœur repose dans sa faculté pulsative et non pas dans la chaleur (fervore) du sang comme le prétendent Artistote et Descartes. »

Plempius mourut le 12 décembre 1671, son corps fut enterré dans  l'église des Augustins de Louvain.
Plempius, à Louvain, regrettait sans doute les Pays-Bas. Quoique catholique, il dit un jour:

«  Si Messieurs des Etats veulent me donner une de leurs charges de Professeur en médecine à Leyde, je me ferais huguenot et j'irais demeurer chez eux. »